# Béal Átha an Ghaorthaidh
Béal Átha an Ghaorthaidh (bʲial̪ˠ ɑhən̪ˠ ˈɣʷeːrˠhiɡʲ, talvolta anglicizzato Ballingeary) è un villaggio del contea di Cork, situato nella regione Muskerry (Muscraí) sulla frontiera tra il Contea di Cork ed il contea di Kerry. Il villaggio confina con Cúil Aodha a nord, con Inse Geimhleach ad est, con le montagne Cnoic na Síofra a sud e con le montagne Derrynasaggart nel contea di Kerry ad ovest. Béal Átha an Ghaorthaidh villaggio è situato nel cuore della Gaeltacht, e la lingua irlandese viene largamente parlata nel villaggio e anche negli altri villaggi della regione. La famosa chiesa di Guagán Barra (la Roccia di Barra), una vecchia mete di pellegrinaggi, si trova vicina a Béal Átha an Ghaorthaidh